# Braulio Carrillo Colina
Braulio Carrillo Colina (ur. 20 marca 1800, zm. 15 maja 1845) – kostarykański adwokat i polityk, prezydent Kostaryki od 5 maja 1835 do 28 lutego 1837 i od 27 maja 1838 do 12 kwietnia 1842. W 1842 honduraski przywódca Francisco Morazan, pragnąc zapobiec niepodległościowej działalności Carillo, pozbawił go władzy.
Jego imię nosi jeden z parków narodowych w Kostaryce.